# El Peyote Asesino
El Peyote Asesino foi uma banda de rock uruguaio formada em meados de 1994 em Montevidéu e estreou no dia 28 de agosto do mesmo ano no extinto pub "El perro azul". Seu estilo combina rock, funk, hip hop, e rap, o que era bastante atípico na cena do rock latino desta época. A banda era composta por L.Mental (Fernando Santullo) como vocalista, Daniel Benia como baixista, Juan Campodónico como guitarrista e uma bateria eletrônica.
O nome da banda remete ao cactos alucinógeno que os indígenas huichóis mexicanos utilizam em seus rituais. Entretanto, também refere-se a uma cultuada tira cômica mexicana, que utiliza sarcasticamente elementos da subcultura hippie. Um personagem desta tira de quadrinhos é o "Peyote Asesino" - lutador, transgressor e nada místico.

## Discografia
- El Peyote Asesino (1995)
- Terraja (1998)
- Rock En ROU (bootleg) (1998)